# Fonction de croissance de von Bertalanffy
En ichtyologie, la fonction de croissance de von Bertalanffy est un modèle mathématique permettant d'évaluer la taille d'un poisson suivant son âge. Elle s'appuie sur l'idée que la croissance est un processus asymptotique où la taille de l'organisme approche une limite supérieure avec le temps. Elle est attribuée à Ludwig von Bertalanffy (1901-1972) qui lui a donné son nom.
L'équation de von Bertalanffy pour la longueur {\displaystyle L(t)} en fonction de l'instant {\displaystyle t} est donnée par :
{\displaystyle L(t)=L_{\infty }\left(1-\mathrm {e} ^{-K(t-t_{0})}\right)}
où :
- {\displaystyle L(t)} est la longueur de l'organisme à l'instant {\displaystyle t}.
- {\displaystyle L_{\infty }} est la longueur asymptotique, c'est-à-dire la longueur maximale que l'organisme peut atteindre.
- {\displaystyle K} est le coefficient de croissance qui détermine la rapidité avec laquelle l'organisme atteint {\displaystyle L_{\infty }}
- {\displaystyle t_{0}} est l'âge hypothétique auquel la longueur de l'organisme serait nulle (c'est souvent un ajustement pour tenir compte de la phase initiale de croissance).

## Exemple
Supposons que, pour une espèce de poisson donnée, les paramètres soient estimés comme suit : 
- {\displaystyle L_{\infty }} = 100 cm
- {\displaystyle K} = 0,2 par an
- {\displaystyle t_{0}} = -1 an

La longueur du poisson en centimètres à l'année Échec de l’analyse (SVG (MathML peut être activé via une extension du navigateur) : réponse non valide(« Math extension cannot connect to Restbase. ») du serveur « http://localhost:6011/fr.wikipedia.org/v1/ » :): {\displaystyle t}
 peut être calculée en substituant ces valeurs dans l'équation :
{\displaystyle L(t)=100\left(1-\mathrm {e} ^{-0,2(t+1)}\right)}
Ainsi, pour {\displaystyle t=5} :
{\displaystyle L(5)=100\left(1-\mathrm {e} ^{-0,2(5+1)}\right)=100\left(1-\mathrm {e} ^{-1,2}\right)\approx 100\times 0,6988}.
Donc, à l'âge de 5 ans, la longueur moyenne du poisson serait d'environ 69,88 cm.

## Utilisation pratique
Cette équation est utilisée en écologie et en gestion des pêches pour modéliser la croissance des populations de poissons et d'autres organismes marins. En ajustant les paramètres Échec de l’analyse (SVG (MathML peut être activé via une extension du navigateur) : réponse non valide(« Math extension cannot connect to Restbase. ») du serveur « http://localhost:6011/fr.wikipedia.org/v1/ » :): {\displaystyle  L_{\infty}}
, {\displaystyle k}, et {\displaystyle t_{0}} à des données empiriques, les scientifiques peuvent prédire la taille future des populations et mieux comprendre les dynamiques de croissance dans divers environnements.

## Estimation des paramètres
Cette fonction dépend de trois paramètres qu'il s'agit d'estimer à l'aide d'observations statistiques.
Le paramètre Échec de l’analyse (SVG (MathML peut être activé via une extension du navigateur) : réponse non valide(« Math extension cannot connect to Restbase. ») du serveur « http://localhost:6011/fr.wikipedia.org/v1/ » :): {\displaystyle t_0}
 peut parfois être estimé à zéro ; il suffit pour cela de compter l'âge du poisson seulement à partir du moment où sa croissance est effective.
Les méthodes pour évaluer la taille asymptotique du poisson ({\displaystyle L_{\infty }}, ainsi que son coefficient de croissance {\displaystyle K}, sont nombreuses.
Une de celles-ci consiste à déterminer {\displaystyle K} puis {\displaystyle L_{\infty }} à l'aide de deux régressions linéaires.
Un échantillon de poissons est observé. Ceux-ci sont rangés par tranche d'âge {\displaystyle t_{i}}. Pour chaque tranche on calcul la taille moyenne des poissons {\displaystyle L_{i}}.

### Estimation de K
Si {\displaystyle L_{\infty }} est évalué en amont, la formule de base donne :{\displaystyle \ln \left(1-{\frac {L(t)}{L_{\infty }}}\right)=-K(t-t_{0})}Les points de coordonnées {\displaystyle \left(t_{i},\ln \left(1-{\frac {L(t_{i})}{L_{\infty }}}\right)\right)} doivent donc être proches d'une droite ayant -K comme coefficient directeur.
Sinon, en observant que {\displaystyle {\frac {\mathrm {d} L}{\mathrm {d} t}}(t)=KL_{\infty }\mathrm {e} ^{-K(t-t_{0})}} et en en prenant le logarithme, il vient :{\displaystyle \ln \left({\frac {\mathrm {d} L}{\mathrm {d} t}}(t)\right)=-Kt+Kt_{0}+ln(K)+\ln(L_{\infty })=-Kt+b}.
En approchant {\displaystyle {\frac {\mathrm {d} L}{\mathrm {d} t}}(t)} par {\displaystyle {\frac {L_{i+1}-L_{i}}{t_{i+1}-t_{i}}}} et {\displaystyle t} par {\displaystyle {\frac {t_{i+1}+t_{i}}{2}}}, il vient que les points de coordonnées {\displaystyle \left({\frac {t_{i+1}+t_{i}}{2}},\ln \left({\frac {L_{i+1}-L_{i}}{t_{i+1}-t_{i}}}\right)\right)} doivent se trouver proches d'une droite ayant {\displaystyle -K} comme coefficient directeur.

### Estimation de L∞
Si {\displaystyle K} est connu, la formule de base donne :{\displaystyle L(t)=L_{\infty }-L_{\infty }\mathrm {e} ^{Kt_{0}}\mathrm {e} ^{-Kt}}.{\displaystyle \mathrm {e} ^{K}L(t+1)=\mathrm {e} ^{K}L_{\infty }-L_{\infty }\mathrm {e} ^{Kt_{0}}\mathrm {e} ^{-Kt}}.
et donc :{\displaystyle L_{\infty }={\frac {e^{K}L(t+1)-L(t)}{e^{K}-1}}}.La taille asymptotique {\displaystyle L_{\infty }} peut alors est évaluée comme la moyenne des {\displaystyle {\frac {e^{K}L_{i+1}-L_{i}}{e^{K}-1}}}.